# Papa Gueye
Papa Gueye (ur. 7 czerwca 1984 w Dakarze) – senegalski piłkarz grający na pozycji obrońcy.

## Kariera piłkarska

### Kariera klubowa
Papa Gueye rozpoczynał karierę piłkarską w miejscowym senegalskim klubie AS Douanes. Był 14 dzieckiem w rodzinie. W 2004 roku wyjechał Europy i podpisał kontrakt z ukraińskiem klubem Wołyń Łuck. Potem został kupiony do Metalista Charków. 3 marca 2015 podpisał kontrakt z Dniprom Dniepropetrowsk. Latem 2016 opuścił dniprowski klub i odszedł do FK Rostów. W 2017 grał w kazachskim FK Aktöbe. 31 października 2018 został piłkarzem Karpat Lwów. 4 czerwca 2019 opuścił lwowski klub. 28 lipca 2019 podpisał kontrakt z SK Dnipro-1.

### Kariera reprezentacyjna
Papa Gueye 5-krotnie wystąpił w reprezentacji Senegalu.

## Sukcesy i odznaczenia

### Sukcesy klubowe
AS Douanes
- zdobywca Pucharu Senegalu: 2003, 2004
- srebrny medalista mistrzostw Senegalu: 2004
- brązowy medalista mistrzostw Senegalu: 2003

Metalist Charków
- brązowy medalista mistrzostw Ukrainy: 2006/07, 2007/08, 2008/09, 2009/10, 2010/11, 2011/12, 2013/14

Dnipro Dniepropetrowsk
- brązowy medalista mistrzostw Ukrainy: 2015/16